# ویسترون
ویسترون (انگلیسی: Wistron) شرکت فناوری اطلاعات تایوانی است، که در سال ۲۰۰۱ تأسیس شد.